# Береговой (Амурская область)
Берегово́й — посёлок в Зейском районе Амурской области России. Административный центр Берегового сельсовета.

## География
Посёок находится на расстоянии 163 км к северу от районного центра, города Зея (через село Золотая Гора и посёлок Кировский), на западном берегу Зейского водохранилища. Недалеко от посёлка находится устье реки Малая Дамбуки.
Посёлок Береговой, как и Зейский район, приравнен к районам Крайнего Севера.

## История
Основан в 1974 году вместо ликвидированного в связи с затоплением водами Зейского водохранилища села Дамбуки — название с эвенкийского «демуки» — хочется есть. Современное название отражает месторасположение посёлка на северном берегу Зейского водохранилища.

## Население
| 2002  | 2010  | 2012  | 2013  | 2014  | 2015  | 2016  |
| ----- | ----- | ----- | ----- | ----- | ----- | ----- |
| 2156  | ↘1700 | ↘1636 | ↘1606 | ↘1583 | ↘1551 | ↘1501 |
| 2017  | 2018  | 2021  |       |       |       |       |
| ↘1467 | ↘1412 | ↘1012 |       |       |       |       |

## Улицы
| - ул. Гагарина, - ул. Зейская, - ул. Калинина, - ул. Лазо, - ул. Ленина, | - ул. Лесная, - ул. Морская, - ул. Новая, - ул. Октябрьская, - ул. Студенческая. |

## Промышленность
В посёлке базируется золотодобывающая компания ОАО «Прииск «Дамбуки». В 2014 году компания добыла 251 кг золота